# Résidence Val du Roi
 (février 2019).
Si vous disposez d'ouvrages ou d'articles de référence ou si vous connaissez des sites web de qualité traitant du thème abordé ici, merci de compléter l'article en donnant les références utiles à sa vérifiabilité et en les liant à la section « Notes et références ».
La résidence Val du Roi est un immeuble à appartements situé dans le quartier des Étangs d’Ixelles, rue de Belle-Vue, en région bruxelloise, en Belgique. L’édifice comprend 12 logements entre 80 et 600 m2.

## Historique
L’immeuble est conçu entre 1965 et 1967 par l’architecte Lucien-Jacques Baucher (nl) et le promoteur immobilier Herpain. La Belgique se trouve encore empreinte des traces de la Seconde Guerre mondiale, beaucoup de bâtiments restent détruits. Le contexte historique est donc propice à de nouvelles constructions, de plus, les années 1960 sont pourvues d’une certaine économie[C'est-à-dire ?], faisant accroître l’urbanisme et l’architecture. La grille nommée d'après un dessin de l'artiste Victor Vasarely trône à l’entrée.

## Description
L’immeuble se compose de 12 appartements de haut standing.
Les gabarits de hauteur et d’implantation ont été fixés par rapport à l’édifice présent à l’angle de l'avenue du Général de Gaulle et de la rue de Belle-Vue. Il avait été construit peu après la Première Guerre mondiale avec l'arrivée d'une bourgeoisie prenant intérêt aux immeubles à appartements. Des maisons unifamiliale se trouvaient sur le futur emplacement de l’immeuble. Trois de ces habitations ont donc dû être rasées.
L’immeuble comprend un grand hall d’entrée à l’atmosphère typique des années 1960. Une fontaine abreuve des bassins d’eau composés de galets blancs et de belles plantes en pots. Une cage d’escalier assez étroite, se situe au centre du hall. Les escaliers sont en tôle pliée, ce qui permet une finesse structurelle et leur donne toute leur élégance. Une simple moquette vert foncé recouvre les marches. Chaque appartement a été conçu selon un plan type respectant une trame de 2,70 m. Ce sont ensuite les futurs propriétaires de l’époque qui déterminaient la fonction des espaces selon leur schéma familial, la surface des balcons et leurs emplacements. Les façades s’en trouvent affectées, donnant du dynamisme et du caractère à la façade de la résidence. 
Le concierge de l’immeuble loge au rez-de-chaussée. La grille située au rez-de-chaussée va servir de filtre pour ainsi assurer l’intimité du rez. La grille n’a pas été conçue par l’artiste Vasarely, il a seulement composé le dessin intitulé « SIR-RIS », selon la demande de Herpain, un ami de ce dernier. Lucien-Jacques Baucher va prendre la décision de faire forger une grille, afin d’offrir une nouvelle dimension au dessin de l'artiste.

## Gabarit
Il y a 7 étages sur rez-de-chaussée, dont le dernier en recul sur le front de bâtisse de +/- 1,25 m et en recul latéralement sur le mitoyen de 6-8, de 1,90 m. 
Il y a 36 emplacements prévus pour le parking des voitures couvrant une surface brute de plancher de 3 200 m2.
Le maximum de distance entre les deux façades est limité à 20 m. Ces gabarits font suite au raccord avec le bâtiment situé à l’angle. Ce dernier comporte 8 étages sur rez-de-chaussée. Deux zones de dégagement naturel sont à observer, l’une de 7,50m rue de Belle-Vue et l’autre de 8m minimum avenue du Général de Gaulle. A front des alignements, la propriété sera limitée par des murets de 0,70m de hauteur maximum couronnés d’une ferronnerie.

## Construction
La construction de la bâtisse a été élaborée de manière ingénieuse. La structure de la résidence se résume à un noyau central en béton armé servant aussi de contreventement. Cela va permettre une modularité pour les espaces intérieurs, d’ouvrir la façade sur le Jardin du Roi d’un côté et les Etangs d’Ixelles de l’autre et donc d’optimiser les entrées de lumière naturelle. 
L’utilisation de pieux a été nécessaire en raison d’une ancienne couche marécageuse située en profondeur. De plus, les mitoyens ont dû être renforcé à l’aide de la technique des murs emboués afin d’assurer leur maintien. L’emploi de matériaux nobles et durables participe aux détails de construction spécifique à la résidence. Le hall comporte une pièce d’eau intérieure et des plantations réalisées avec Jean Delogne. Un noyau central dessert les différents niveaux comprenant un ascenseur et un escalier. Ce dernier est en tôle pliée sur support de poutrelles recouvert d’un tapis vert. En parallèle, il existe un palier de service avec un ascenseur de service menant à chaque appartement. De plus, chaque habitation a son apport de lumière naturelle et de ventilation intérieure par l’existence de deux grandes cours. 

## Matérialité
Les matériaux utilisés sont de manière générale les mêmes pour les parties intérieures, extérieures et les communs. 
L’immeuble se compose de béton lisse blanc, de pierre reconstituée, du verre armé fumé, des châssis en teck et enfin d’un vitrage opaque en verre émaillé ton noir. La structure générale du bâtiment est en béton lavé. Le dallage du rez-de-chaussée est en marbre blanc Cevedale alors que les escaliers et les paliers sont revêtus d’un tapis. Les plafonds des parties communes sont en lattes de teck et les châssis également. Les cours intérieures seront revêtues de panneaux sandwich glasal blanc. Actuellement, la plupart des ouvertures dans les cours intérieures sont bouchées en raison d'une volonté de plus d’intimité de la part des propriétaires.
Les zones de verdure devant les fronts de bâtisses respectifs devront chacune représenter au moins 50 % de la surface des zones de recul. Pour réaliser un maximum de plantations, une couche de terre arable de 0,60 m minimum sera utilisée. L’entretien des plantations sera assuré par les propriétaires actuels et futurs.

## Reconnaissance patrimoniale
Le projet de la résidence Val du Roi se trouve dans un contexte patrimonial fort.
En effet, il se place entre l'édifice nommé le Tonneau, le jardin du Roi et les Étangs d'Ixelles. S'ajoute à cela quelques biens, repris à l'inventaire du patrimoine, comme 4 immeubles de style Art Nouveau conçus par l'architecte Ernest Delune entre 1906 et 1907, ainsi qu'un immeuble à appartements de style moderniste signé par l'architecte Jacques Saintenoy en 1938.
A l'angle de l'avenue du Général de Gaulle et de la rue Belle-Vue se trouve le Tonneau. 

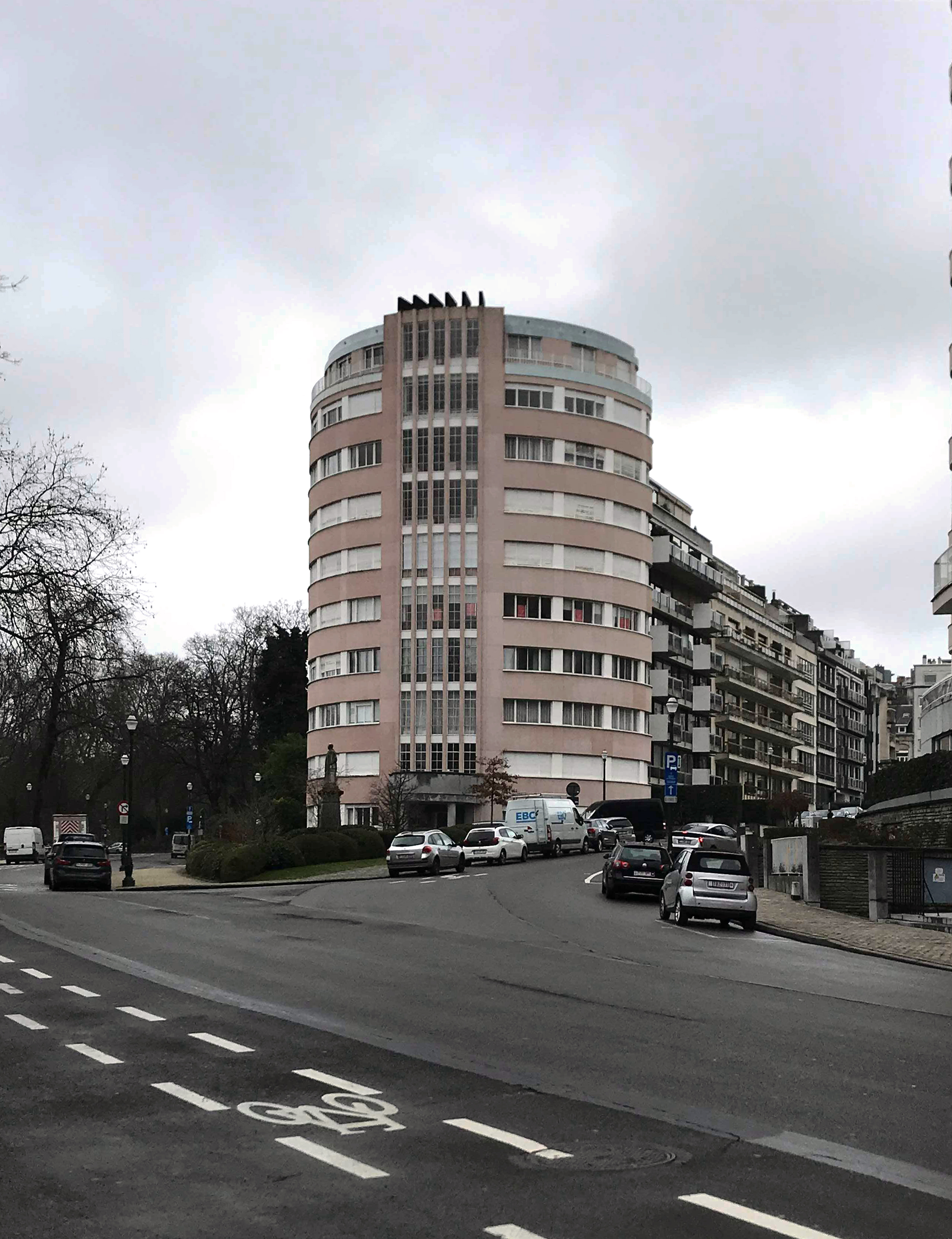
Le Tonneau aux Étangs d'Ixelles.

Construit avant la Seconde Guerre mondiale, cet immeuble à appartements de style moderniste a été conçu par les architectes Stanislas Jasinski et Jean-Florian Collin, et construit par la société Etrimo en 1938-1940. 
Cet édifice s'inscrit sur un terrain en pente et prend la forme d'une ellipse tronquée. Il a été conçu à la suite du Congrès international d'architecture moderne (CIAM) de 1930 qui se déroulait à Bruxelles, celui-ci répondant à la problématique du logement en adoptant une structure à étages multiple, pouvant ainsi loger un grand nombre de personnes.

Le bâtiment est inscrit à l'inventaire du patrimoine contemporain de la région de Bruxelles-Capitale. Mise à l'inventaire et sauvegarde partielle du jardin, de l'entrée, du hall, des escaliers en tôle pliée ainsi que la grille nommée d'après un des dessins de l'artiste Victor Vasarely.

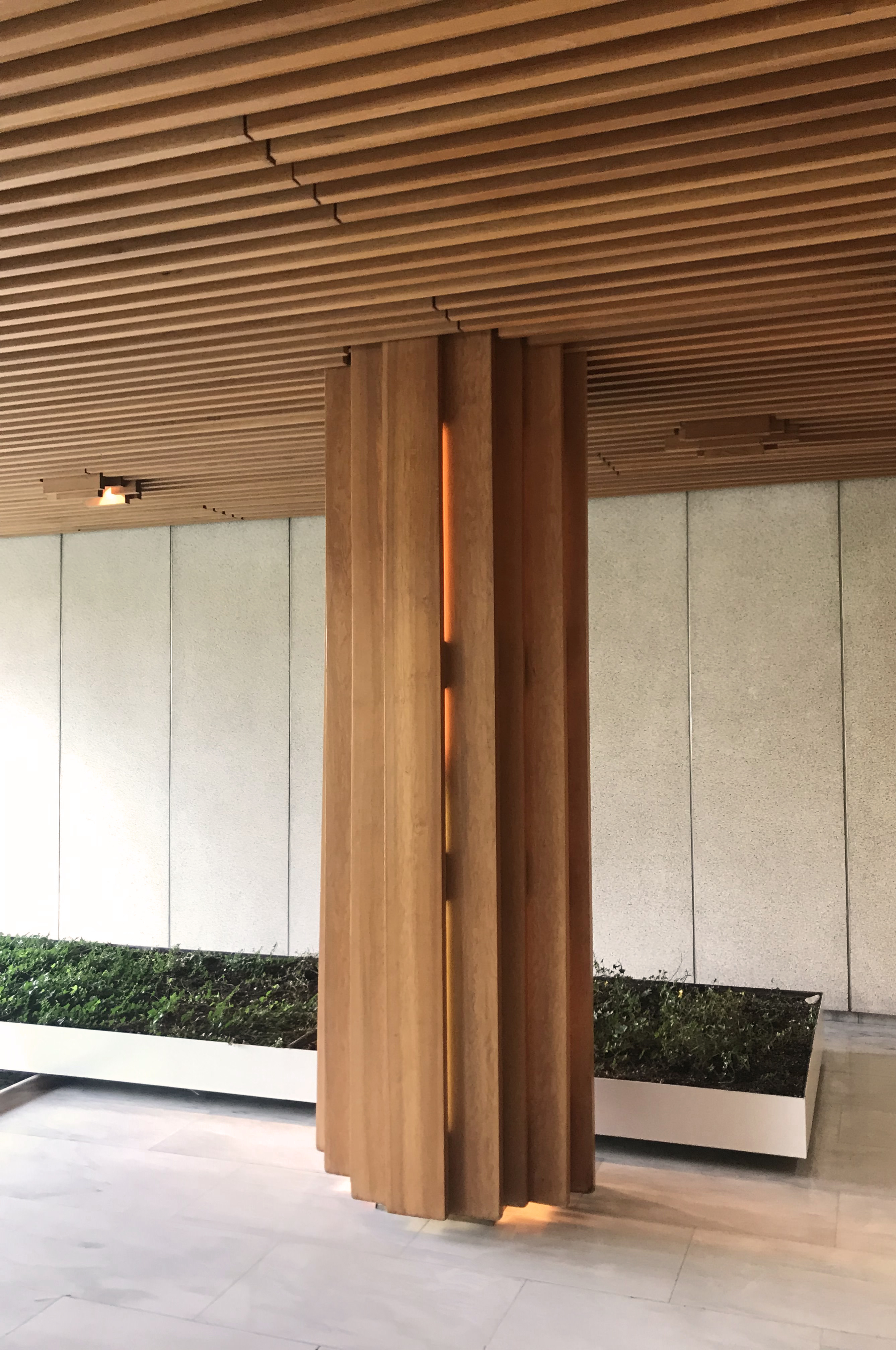
Photo d'une colonne en teck dans le hall d'entrée
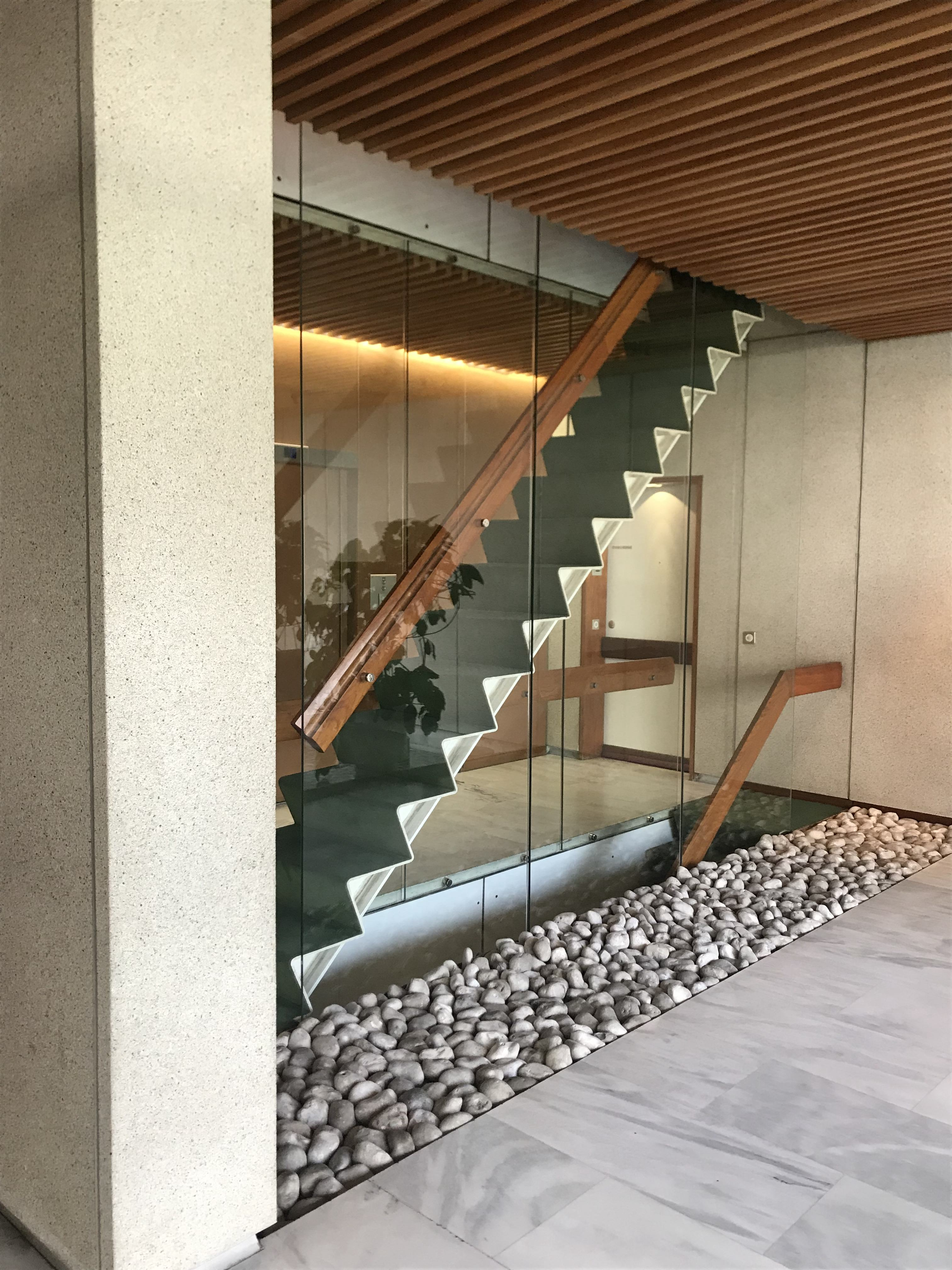
Photo des escaliers en tôle pliée
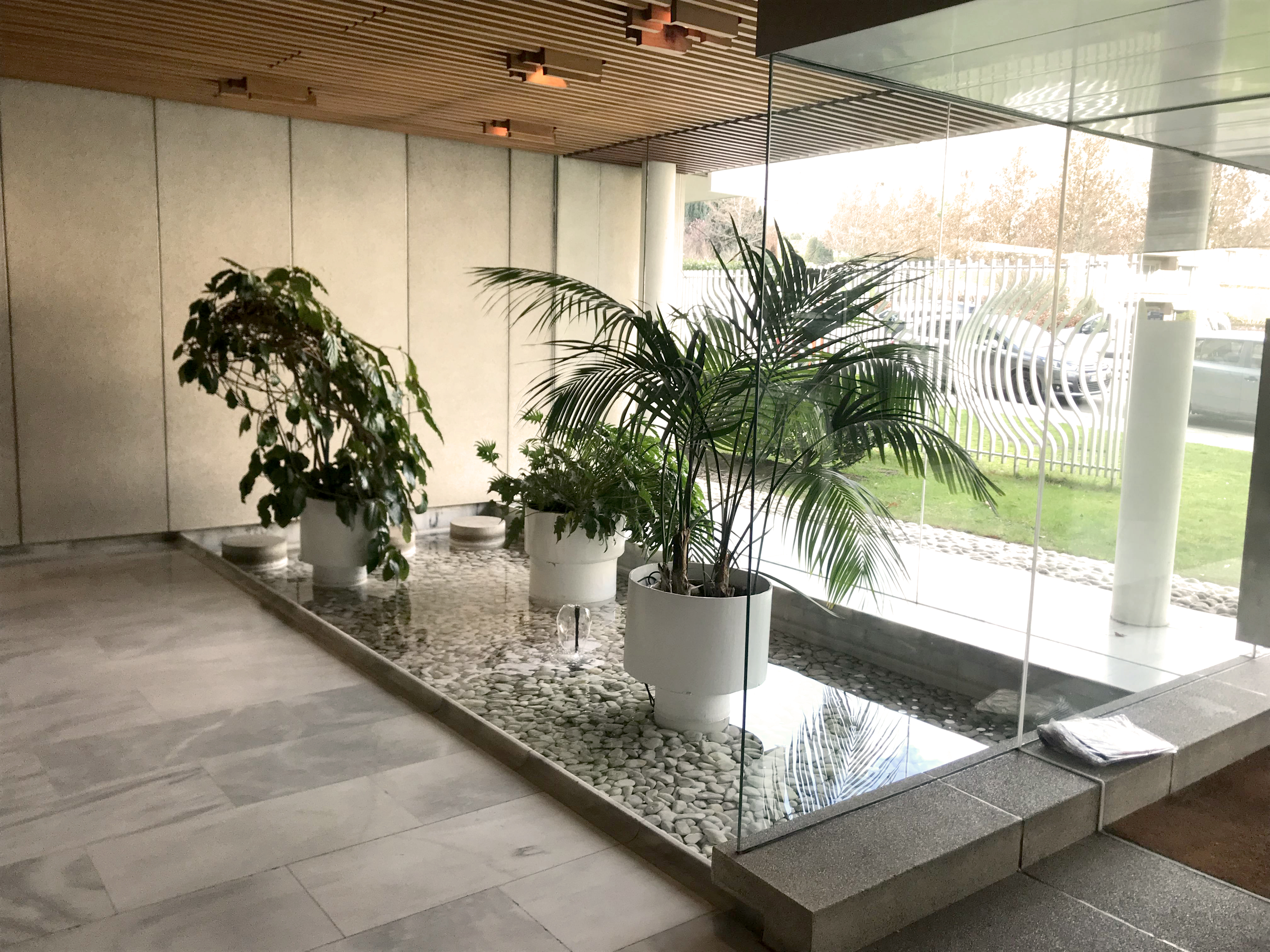
Photo du hall d'entrée
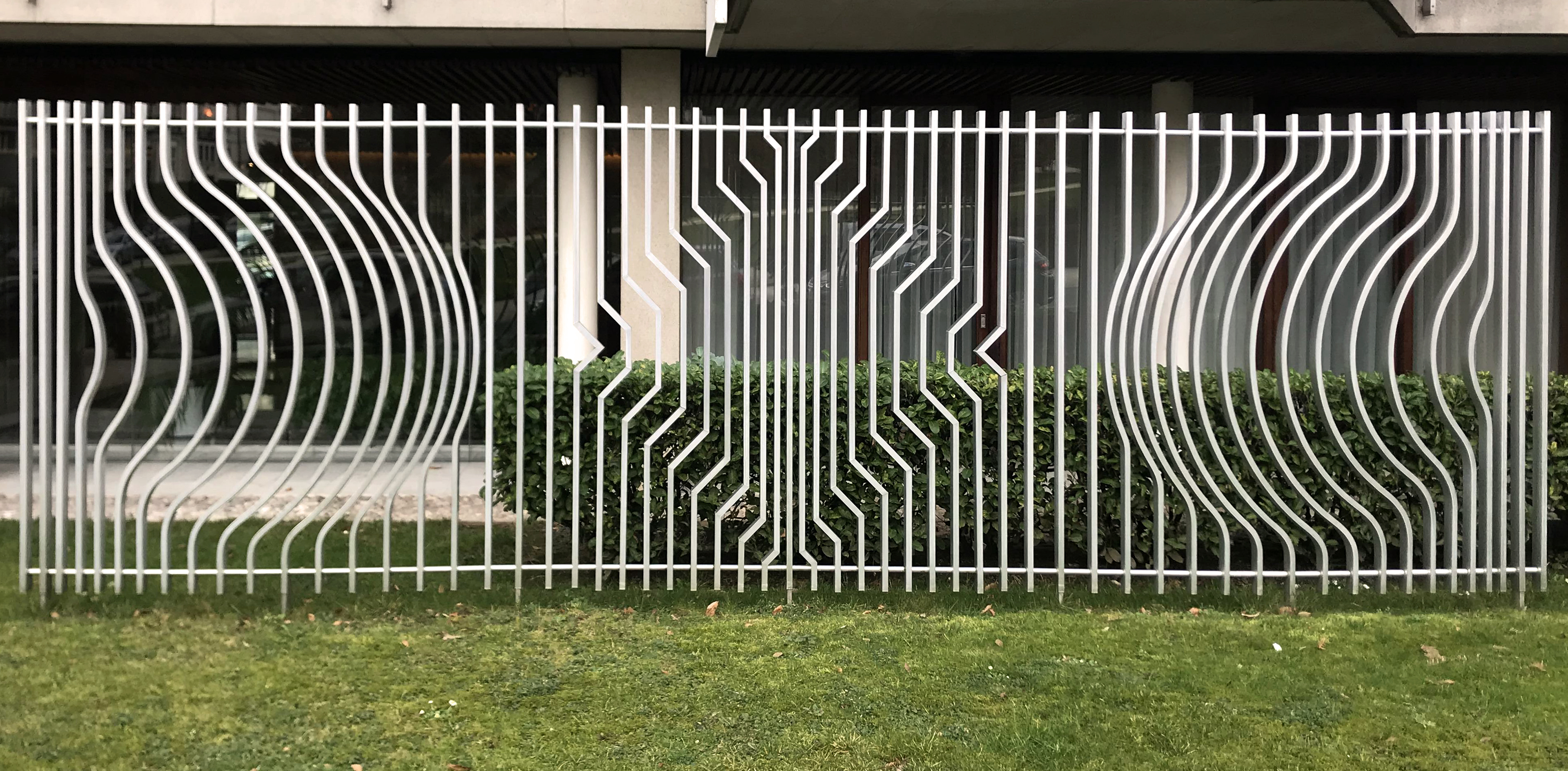
Photo de la grille de l'entrée